# 34424 Utashima
34424 Utashima è un asteroide della fascia principale. Scoperto nel 2000, presenta un'orbita caratterizzata da un semiasse maggiore pari a 2,9998503 UA e da un'eccentricità di 0,1038522, inclinata di 9,46345° rispetto all'eclittica.